# ستيفان بيرغ
ستيفان بيرغ (بالسويدية: Stephan Berg)‏ هو ملحن وكاتب أغاني سويدي، ولد في 11 فبراير 1957.